# Gaston Godel
Gaston Godel (* 19. August 1914 in Givisiez; † 17. Februar 2004 in Domdidier) war ein Schweizer Leichtathlet, spezialisiert auf das Gehen. Bei den Olympischen Spielen 1948 in London gewann er die Silbermedaille im 50-km-Gehen in persönlicher Bestzeit von 4:48,17 h hinter dem Schweden John Ljunggren. 1945 sowie 1947 und 1948 wurde Godel Schweizer Meister.